# Wydział Pedagogiki i Psychologii Uniwersytetu Marii Curie-Skłodowskiej
Wydział Pedagogiki i Psychologii Uniwersytetu Marii Curie-Skłodowskiej  – jeden z trzynastu wydziałów Uniwersytetu Marii Curie-Skłodowskiej.

## Historia
Wydział powstał w 1973 roku, wskutek zarządzenia Ministra Oświaty i  Szkolnictwa Wyższego, łączącego Instytut Pedagogiki i Psychologii z Wyższym Studium Nauczycielskim UMCS.

## Kierunki kształcenia
Dostępne kierunki:
- Animacja kultury (studia I i II stopnia)
- Pedagogika (studia I i II stopnia)
- Pedagogika przedszkolna i wczesnoszkolna (studia jednolite magisterskie)
- Pedagogika resocjalizacyjna (studia I i II stopnia)
- Pedagogika specjalna (studia jednolite magisterskie)
- Praca socjalna (studia I i II stopnia)
- Psychologia (studia jednolite magisterskie)
- Rozwój zasobów ludzkich (studia II stopnia)

## Poczet dziekanów
1. dr hab. Karol Poznański (1973–1981)
2. prof. dr hab. Zofia Sękowska (1981–1982)
3. dr hab. Karol Poznański (1982–1984)
4. dr hab. Stanisław Popek (1984–1987)
5. dr hab. Marceli Klimkowski (1987–1990)
6. prof. dr hab. Stanisław Popek (1990–1996)
7. dr hab. Marian Ochmański (1996–2002)
8. dr hab. Zdzisław Bartkowicz (2002–2008)
9. dr hab. Ryszard Bera (2008–2016)
10. prof. dr hab. Janusz Kirenko (2016–2019)
11. dr hab. Andrzej Różański (od 2019)

## Władze Wydziału
W kadencji 2020–2024:
| Stanowisko                         | Imię i nazwisko                  |
| ---------------------------------- | -------------------------------- |
| Dziekan                            | dr hab. Andrzej Różański         |
| Prodziekan ds. jakości kształcenia | dr hab. Agnieszka Lewicka-Zelent |
| Prodziekan ds. studenckich         | dr Beata Daniluk                 |

## Struktura organizacyjna

### Instytut Pedagogiki
Dyrektor: dr hab. Stanisława Byra
- Katedra Dydaktyki
- Katedra Metodologii Nauk Pedagogicznych
- Katedra Pedagogiki Kultury
- Katedra Pedagogiki Pracy i Andragogiki
- Katedra Pedagogiki Resocjalizacyjnej
- Katedra Pedagogiki Społecznej
- Katedra Pedeutologii i Edukacji Zdrowotnej
- Katedra Psychopedagogiki Specjalnej i Socjopedagogiki Specjalnej
- Katedra Teorii Wychowania
- Katedra Wczesnej Edukacji
- Pracownia Animacji Kultury
- Pracownia Rozwoju Zasobów Ludzkich
- Laboratorium Badań nad Neuroedukacją

### Instytut Psychologii
Dyrektor: prof. dr hab. Grażyna Krasowicz-Kupis
- Katedra Psychologii Klinicznej i Neuropsychologii
- Katedra Psychologii Emocji i Osobowości
- Katedra Psychologii Społecznej
- Katedra Psychologii Edukacyjnej i Diagnozy Psychologicznej